# Dicrurus sharpei
El drongo de Sharpe (Dicrurus sharpei) es una especie de ave paseriforme de la familia Dicruridae propia del África subsahariana. Se extiende desde el sur de Sudán del Sur y el oeste de Kenia hasta la República Democrática del Congo y Nigeria al este del río Níger y al sur del río Benue.
Durante mucho tiempo se consideró una subespece del drongo de Ludwig (Dicrurus ludwigii), pero un estudio genético de 2018 indicó que son especies separadas. Puede distinguirse físicamente de D. ludwigii por la falta de puntas blancas en las plumas axilares, además de por tener una iridiscencia azul violácea téneu en lugar de la iridiscencia azul verdosa D. ludwigii.